# Sami Panico
Sami Panico (Albano Laziale, 4 giugno 1993) è un rugbista a 15 italiano, ex pilone delle Zebre e dell'Italia.

## Biografia
Di origini etiopi, cresce a Pomezia ma si forma rugbisticamente a Torvaianica. In seguito entra nelle giovanili della Capitolina prima di essere cooptato nell'Accademia FIR di Parma.
Esordisce in Eccellenza nelle file della S.S. Lazio nella stagione 2012-13 e l'anno successivo passa al Calvisano con cui vince due campionati consecutivi (2013-14 e 2014-15).
Nel 2016, con l'avvento del C.T. irlandese Conor O'Shea alla guida dell'Italia, Panico figura tra i giovani convocati, esordendo a Santa Fe contro l'Argentina.
Nel 2017 viene ingaggiato della franchigia delle Zebre di Parma per disputare il Pro14 2017-18 e l'European Challenge Cup.
Il 29 settembre 2018 è stato arrestato con l’accusa di detenzione ai fini di spaccio di sostanze stupefacenti.

## Palmarès
- Campionati italiani: 2
Calvisano: 2013-14, 2014-15
- Trofei Eccellenza : 1
Calvisano: 2014-15